# Spilarctia denigrata
Spilarctia denigrata là một loài bướm đêm thuộc phân họ Arctiinae, họ Erebidae.